# 140D busz (Törökbálint)
A törökbálinti 140D jelzésű autóbusz a Dióskert és a Nyár utca között közlekedett. A vonalat az OMI Kft. üzemeltette.

## Története
2017. április 13-a és 23-a között 140D jelzésű pótlóbusz közlekedett a Dióskert és a Nyár utca között az 1B, a 140-es és 140B járatok helyett.

## Útvonala
| Nyár utca felé | Dióskert felé |
| --- | --- |
| Dióskert vá. – Munkácsy Mihály utca – Szent István utca – Harangláb körforgalom – Szent István utca – Munkácsy Mihály utca – Géza fejedelem utca – Nyár utca vá. | Nyár utca vá. – Géza fejedelem utca – Csokonai utca – Nyár utca – Géza fejedelem útja – Munkácsy Mihály utca – Szent István utca – Harangláb körforgalom – Szent István utca – Munkácsy Mihály utca – Dióskert vá. |

## Megállóhelyei
| 0                                                                        | Dióskert végállomás                 | 6 |                                                    |
| 1                                                                        | Művelődési Ház                      | 5 |                                                    |
| A szürkével jelölt megállókban a Nyár utca felé csak leszállni lehetett. |                                     |   |                                                    |
| 3                                                                        | Harangláb                           | 3 | 1, 1B 88, 140, 140B, 142, 172, 172B, 173, 272 755  |
| 4                                                                        | Munkácsy Mihály utca (hősi emlékmű) | 2 | 1, 1B 88, 140, 140B, 142, 172, 172B, 173, 272 755  |
| 5                                                                        | Bartók Béla utca                    | 1 | 1, 1B 88, 140, 140B, 142, 172, 172B, 173, 272 755  |
| 6                                                                        | Nyár utca végállomás                | 0 | 1, 1B, 2, 2A, 2B, 3, 4 88, 172, 172B, 173, 272 755 |